# Kory Kocur
Kory Kocur (Kanada, Saskatchewan, Kelvington, 1969. március 6. –) profi jégkorongozó.

## Karrier
Komolyabb junior karrierjét a Western Hockey League-es Saskatoon Blades kezdte 1986-ban. A csapatban 1989-ig játszott. Az utolsó szezonjában már 102 pontot szerzett 66 mérkőzésen. Közben az 1988-as NHL-drafton a Detroit Red Wings kiválasztotta őt az első kör 17. helyén. A bátyját szintén a Red Wings draftolta 1983-ban és úgy gondolták, hogy követheti a bátyját a csapatban. Ám Kory Kucor végül sosem játszott a National Hockey League-ben. Első felnőtt teljes szezonjában 1989–1990-ben az American Hockey League-es Adirondack Red Wings játszott. A köbetkező idényben is ebben a csapatban volt ám a romló teljesítménye miatt lekerült az IHL-es Fort Wayne Kometsben az 1991–1992-es idényre. Utolsó profi évében 2 mérkőzést játszott az Adirondack Red Wings és 66-ot a Fort Wayne Kometsben. Végül még 4 rájátszás mérkőzésen jégre lépett majd 1993-ban visszavonult.